# 昭和64年 (電影)
《昭和64年》又稱《64：史上最凶惡綁架撕票事件》，是於2016年上映的日本悬疑推理电影，共分前後兩篇。該電影由瀨瀨敬久執導，佐藤浩市、绫野刚、荣仓奈奈、洼田正孝、瑛太、坂口健太郎、椎名桔平、夏川结衣、滝藤賢一、仲村亨、三浦友和等人參演。前篇于2016年5月7日由东宝負責在日本上映。後篇于2016年6月11日上映。電影改編自橫山秀夫的同名推理小說。電影講述的是昭和64年（1989年），年幼的雨宫翔子被人誘拐殺害，但因媒體密集報道昭和天皇驾崩一事，案件遲遲未破。警方調查時間長達14年，直到有人模仿作案後才有所進展。